# Bataille de Lost River
Guerre des Modocs
Batailles
Guerre des Modocs :
- Lost River
- Stronghold (1re)
- Stronghold (2de)
- Sand Butte
- Dry Lake

La bataille de Lost River est le premier affrontement de la guerre des Modocs. Elle a lieu le 29 novembre 1872 près de la Lost River, le long de la frontière entre l'Oregon et la Californie, entre un groupe de Modocs et des soldats de l'armée des États-Unis.
Après que les Modocs menés par Kintpuash ont fui la réserve des Klamaths où ils étaient contraints de s'installer, une quarantaine de soldats du 1er régiment de cavalerie conduits par le capitaine James Jackson quittent le fort Klamath pour les forcer à retourner dans la réserve. Les Modocs et les soldats parlementent jusqu'à ce que Jackson et le guerrier Scarface Charley échangent des coups de feu. Une mêlée s'ensuit au cours de laquelle un guerrier modoc et deux soldats américains sont tués.